# 道滘站
道滘站是广惠城际铁路的高架车站，位于中国广东省东莞市道滘镇，于2017年12月28日启用。

## 车站结构

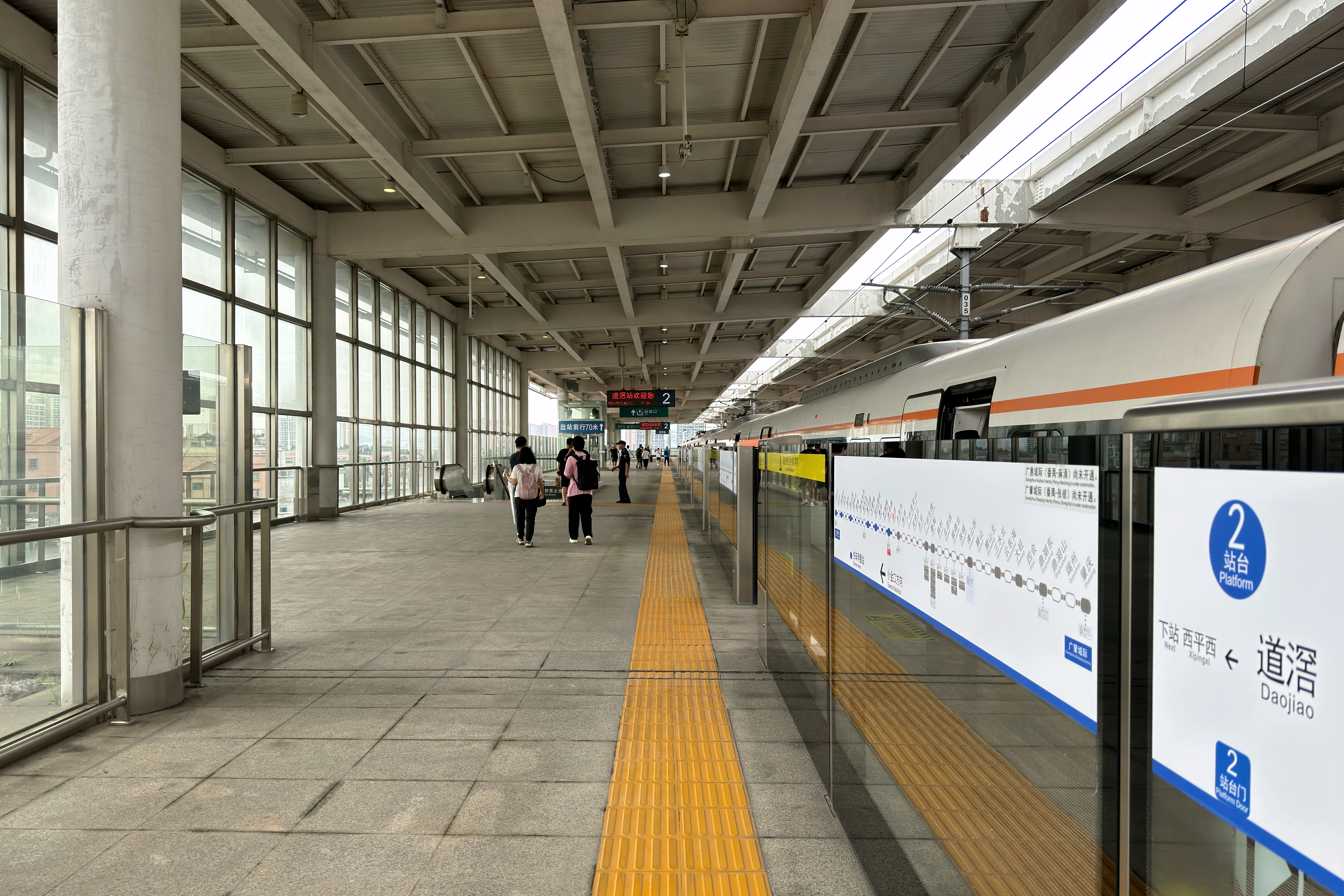
2站台

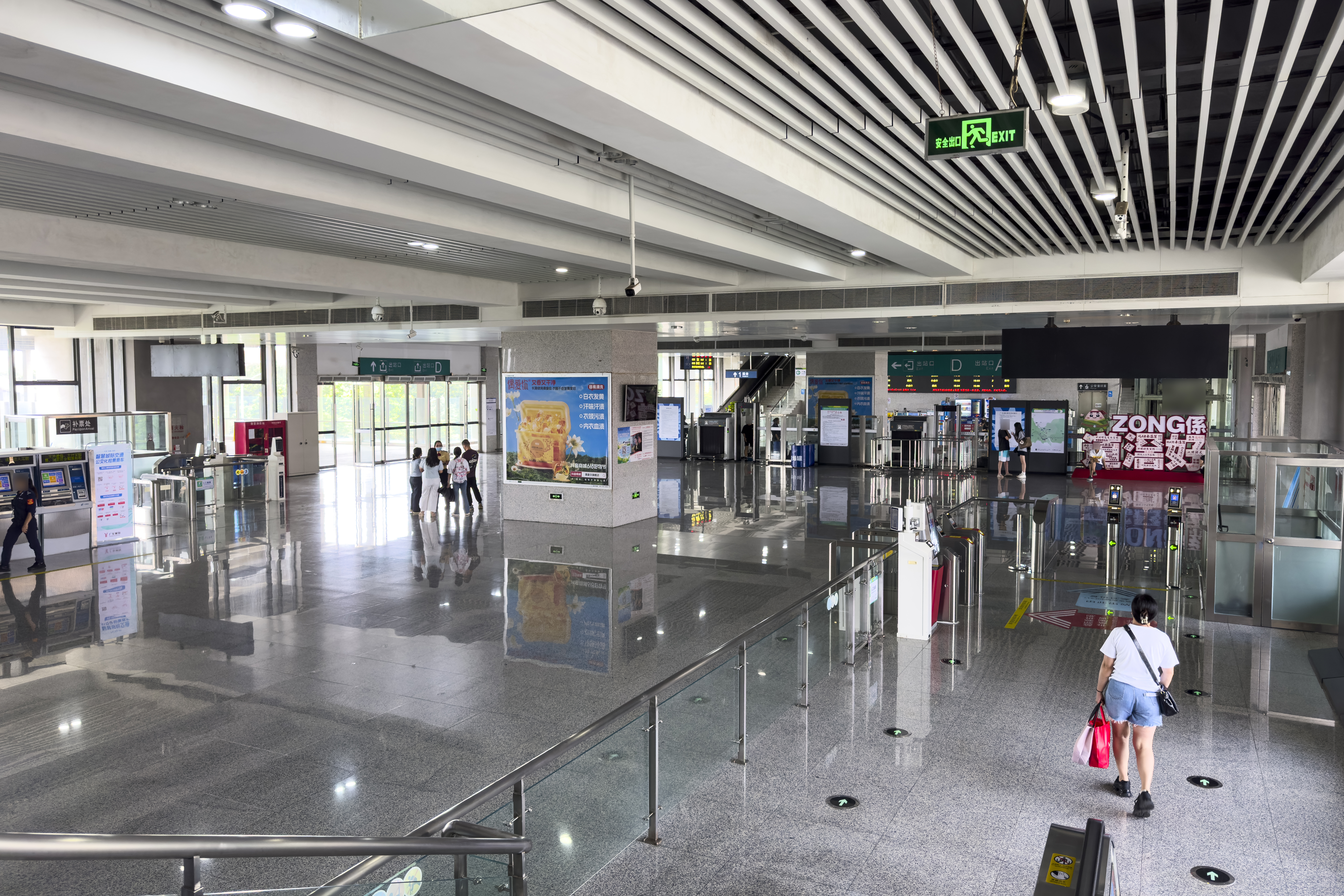
站厅

### 车站楼层
本站为高架三层侧式站，位于水乡大道辅路上方。
| 地上三层 | 侧式站台 | 侧式站台                            | 侧式站台 | 侧式站台 |
|          | 2站台    | 广惠城际 小金口方向（下站：西平西） |          |          |
|          | 1站台    | 广惠城际 番禺方向（下站：东莞西）   |          |          |
|          | 侧式站台 |                                     |          |          |
| 地上二层 | 站厅     | 售票处、候车区                      |          |          |
| 地面     | 出入口   | 进站口、出站口                      |          |          |

### 出入口
本站共设有四个出入口，现时仅开放A、D两个出入口。
|                                           |              |      |          |                            |
| 編號                                      | 设施         | 图像 | 出口指示 | 建議前往的目的地           |
| A                                         | 扶手电梯标志 |      | 水乡大道 | 道滘城轨站公交站（西北行） |
| D                                         | 扶手电梯标志 |      | 水乡大道 | 道滘城轨站公交站（东南行） |
| 註： 設有 \| 設有 \| 設有 \| 設有扶手電梯 |              |      |          |                            |

## 历史
莞惠城际规划初期，本站规划设于现址东南约300m初。2010年铁道部介入珠三角城际铁路建设后，重新设计本线方案；最终因线路与穗深城际的交汇方案变更及东莞市区段入地的需要，本站站位微调至现址处:87-89。
2017年12月28日，本站随莞惠城际道滘至常平南段开通而启用，为莞惠城际在2019年12月东莞西站投入服务前的西端终点站。由于本站不具备折返能力，故列车在该期间仍需通过东莞西站折返。
本站开通时由广铁集团运营，2024年1月23日起交由广东城际运营。

## 接驳交通
本站设有配套的道滘城轨站公交站，供乘客接驳。
| 公交 \| 编号 \| 编号 \| 线路 \| 线路 \| 线路 \| 收费 \| 运营商 \| 备注 \| \| ---- \| ---- \| ------------------------ \| ---- \| ---------------- \| ---- \| ---------- \| ----------------- \| \| \| 莞86 \| （东莞）东城体育公园停场 \| ⇆ \| （广州）黄埔新港 \| 4元 \| 东莞城巴 \| \| \| \| 251 \| 南阁工业区 \| ⇆ \| 东埔新村 \| 2元 \| 滨海湾公交 \| 原 厚街10、厚街19 \| |      |                          |      |                  |      |            |                   |
| 编号 | 编号 | 线路                     | 线路 | 线路             | 收费 | 运营商     | 备注              |
| | 莞86 | （东莞）东城体育公园停场 | ⇆    | （广州）黄埔新港 | 4元  | 东莞城巴   |                   |
| | 251  | 南阁工业区               | ⇆    | 东埔新村         | 2元  | 滨海湾公交 | 原 厚街10、厚街19 |